# Вулиця Біляшівського (Львів)
Ву́лиця Біляші́вського — невеличка вулиця у Шевченківському районі міста Львова, в місцевості Підзамче та сполучає вулицю Янки Купали з вулицями Дашкевича та Ткацькою. Вулиця Біляшівського є найкоротшою вулицею Львова та має довжину 30 метрів.

## Історія
1933 року вулиця отримала назву Королівська бічна, з 1934 року — частина вулиці Усарської. Під час німецької окупації Львова, у 1943—1944 роках мала назву — Гузаренґассе. У повоєнний час, спочатку у липні 1944 року повернена передвоєнна назва вулиці — Усарська і вже 1946 року вона перейменована на Волочаєвську. Сучасну назву вулиця отримала у 1991 році, на честь академіка Миколи Біляшівського.

## Забудова
Забудова вулиці Біляшівського — класицизм. Західну частину вулиці займають дві двоповерхові кам'яниці початку XX століття, одна з них, під № 20, приписана до вулиці Янки Купали, а інша, під № 1, — до вулиці Біляшівського.